# 有村実樹
有村 実樹（ありむら みき、1986年2月26日 - ）は、日本の女性ファッションモデル、デザイナー、女優、歌手。
栃木県出身。MYS所属。
夫はフジテレビアナウンサーの榎並大二郎。

## 略歴
高校2年生の終わりに電車で東京まで遊びに行った帰り、声をかけようと恵比寿駅から大宮駅まで追いかけてきた女性マネージャーにスカウトされる。その後女性ファッション雑誌『Seventeen』『CanCam』『MORE』などのモデルの活動を開始。しばらくしてから『JJ』（光文社）の専属モデルとなる。初登場から半年で黒木メイサ、LIZAとともに表紙を飾る。同誌史上最長の9回連続で表紙を飾る人気を集め、看板TOPモデルとして一躍注目されるようになる。その後、『CLASSY.』『with』などのファッション雑誌のモデルを担当。
2006年、フラーム及び芸映と業務提携。フラーム所属の広末涼子・戸田恵梨香と同じ作品に出演することが増え、女優としても活動を開始。
2007年、エイベックスより歌手デビュー。同年、Samantha Thavasa Petit Choice（サマンサタバサプチチョイス）とコラボレーションして、モデル兼デザイナーとしても活躍。有村自身がデザインしたバッグは発売直後に完売するほどの人気で、20歳代の女性を中心に絶大な支持を得た。その後、グンゼTucheのイメージモデル兼デザイナーとなり、マルチな才能を発揮している。同年からアパレルメーカー「ボンマックス」のメインモデルも務めている。
2008年、フラーム及び芸映と業務提携解除し、ケイダッシュグループのアワーソングスクリエイティブとの業務提携を開始。また、プロマージュの芸能人女子フットサルチーム「Team Blue Mountain」の監督に就任した。
2009年、テレビ番組『激走!GT』（テレビ東京）に1年間レギュラー出演。なお、有村は同番組最後の激Gリポーターとなった。
2010年、『AneCan』の専属モデルとして活動を行なう。1年わずかで、AneCan単独表紙を飾る。また、自身のブランド『Miki-Miki』オフィシャルショップをオープン。
2012年4月よりHonda Cars、関東ブロックのCMに出演するようになり話題を呼ぶ。
2013年4月、月刊『AneCan』の連載企画「今月のストフィー買い」の第1回目のモデルとして出演。
2016年2月26日、10年間交際していたフジテレビアナウンサーの榎並大二郎と結婚。
2019年8月より、MYS所属。
2021年2月26日、第1子妊娠を報告。8月26日、同月に第1子男児を出産したことを発表。

## 人物
- 趣味はフラワーアレンジメント、料理（マクロビオティック）、海釣り、ゴルフ。特技はワープロ1級。また中学生時代は剣道にいそしむ。
- 高校生のときからDAIGOの大ファン。DAIGOと『踊る!さんま御殿!!』で共演した際にも、大ファンであることをアピールしていた[6][出典無効]。
- 自然・遺跡と動物に大変興味を持っている。もしモデルになっていなかったら何になりたいという質問に「考古学者か動物保護の仕事」と答えている。
- 野菜をベランダで育てたり、祖父の畑に行って農作業をしたりと野菜に対しても興味深い。
- フェレットを飼っていて、実家では犬を4匹飼っている。
- 好きなタイプは、動物好きな人・ゲームが上手な人・知らないことを教えてくれる人[7]。
- 激Gリポーターをやっているうちに、車に魅力を感じ免許取得をしたという。またプライベートでモータースポーツ観戦に行くようにもなった。
- CMに出演する度に「あの美人は誰？」と問い合わせが殺到する「CM美女」であり、特に穴吹ハウジングのCMは放送期間が大幅に延長されるほど問い合わせが殺到した[8]。
- モデル界屈指の美脚で知られ、AneCan専属モデルでは看板モデルの蛯原友里、押切もえ、高垣麗子を退け美脚ナンバーワンと称される[9]。
- 爽やかな笑顔の美しさに定評があり、「ベジタブルスマイル」と称される[誰によって?][10]。

## 作品

### シングル
- Mauve〜color of love（2007年11月7日、エイベックス） - 崎谷健次郎、Kenn Katoプロデュース。

### ミニアルバム
- 笑顔（2008年2月27日、エイベックス） - DVD付。崎谷健次郎、Kenn Katoプロデュース。

## 出演

### バラエティ
レギュラー
- 関口宏の東京フレンドパークII（2004年 - 2006年、TBS）
- たまッチ!（2008年6月 - 2009年2月、サブMC、フジテレビ）
- 激走!GT（2009年3月22日 - 2010年3月、7代目激Gリポーター、テレビ東京）
- 女子力アップ情報番組 LaLa Luxe（2011年4月 - 、MC、LaLa TV）
- 趣味の園芸 やさいの時間（2012年6月17日 - 、リポーター、NHK Eテレ）

ゲスト
- カルトQ（2005年、司会、フジテレビ）
- VVV6（2006年、フジテレビ）
- ぴーかんバディ!（2006年、TBS）
- クチコミ（2006年、TBS）
- 音リコ!（2008年、日本テレビ）
- とくばん（2008年、TBS）
- 天才!志村どうぶつ園（2008年、日本テレビ）
- バニラ気分（2008年、フジテレビ）
- なべあちっ!（2008年6月、フジテレビ)
- if もしも（2008年12月、フジテレビ)
- Miss of Miss Campus Queen Contest（2008年12月、フジテレビ） - 審査員。
- 伝学-デンガク-（2009年3月、フジテレビ）
- 天才!志村どうぶつ園（2009年5月、日本テレビ）
- 踊る!さんま御殿!!（2009年7月、日本テレビ)
- にっぽん釣りの旅（2009年7月、NHK） - フライ・フィッシング歴20年以上の父と共演
- Style/Style（2009年7月 - 8月、テレビ神奈川）
- グータンヌーボ（2009年9月、フジテレビ）
- 愛のお悩み解決!シアワセ結婚相談所（2009年9月、日本テレビ）
- easy sports（2010年2月、テレビ朝日）
- 愛のお悩み解決!シアワセ結婚相談所（2010年6月、日本テレビ）
- 読モ!（2010年12月、日本テレビ）
- ゴレンタン（2011年7月、フジテレビ）
- 知っとこ!（2011年7月、TBS）
- ゴレンタン（2011年8月、フジテレビ）
- 情熱大陸（2011年8月、TBS）※樫木裕実の回に生徒として通ってるとして紹介される
- たべコレ（2012年8月、テレビ東京）
- 海外行くならこ〜でね〜と（2012年9月、テレビ東京）
- アメトーーク!3時間スペシャル（2012年9月、テレビ朝日）
- 写ね〜る（2012年12月、NHK BSプレミアム）
- ロンドンハーツ3時間スペシャル（2013年2月、テレビ朝日）
- 海外行くならこ〜でね〜と（2013年3月、テレビ東京）
- ZIP!（2013年4月、日本テレビ)
- 趣味Do楽　わたしと野菜のおいしい関係（2013年8月NHK Eテレ）
- VS嵐（2016年11月24日放送分、フジテレビ)　
  - この日は、井森美幸率いる「チーム北関東」のメンバーとして出演の関係で、夫の榎並大二郎アナウンサーが『バイキング』終わりに観覧席に座って出演。
  - 「クリフクライム」のみ、妻に代わって参戦。

### テレビドラマ
- 小悪魔な女になる方法
- 弁護士のくず 第2話（2006年、TBS） - キャバ嬢・さくら 役
- もうひとつのシュガー&スパイス「片思いの彼編」（2006年9月20日、フジテレビ）
- きらきら研修医 （2007年2月、TBS） - 木内真理亜 役
- 牛に願いを Love&Farm（2007年、フジテレビ） - 高清水百合 役
- Tomorrow〜陽はまたのぼる〜（2008年、TBS） - 滝沢希美 役
- ザ・プロローグ　ぬくみ〜ず7（2008年DVDドラマ、フジテレビ・ポニーキャニオン・共同テレビプロジェクト）
- Aランチ受付A子の★観察日記（2009年、NHKデジタル携帯2ch） - 水田マリ 役
- 借王-シャッキング- 〜銭の達人〜（2009年10月、WOWOW） - 榊瑠璃子 役
- 天使の代理人 Episode7（2010年10月、フジテレビ） - 上杉愛 役
- 示談交渉人 ゴタ消し 第10話（2011年3月10日、読売テレビ・日本テレビ） - 葉山リサ 役

### 映画
- Presents〜合い鍵〜 （2006年）- 美加 役
- モノクロームの少女 （2009年） - 那須静 役

### CM
- ハウス食品 食物せんいのおいしい水
- グッドウィル 伊藤英明と共演。
- JRA （2007年）織田裕二と共演。
- 穴吹ハウジングサービス部屋ナビShop （2007年-）
- ホーユー BeautyLaboビューティラボヘアカラー（2007年）
- 大王製紙 elis（2007年）
- ハウス食品 ウコンの力 新年編（2008年）
- ハウス食品  SASSO（2010年）
- カネボウ化粧品 COFFRET D'OR（2010年11月-）
- Honda Cars　関東ブロック（2012年4月-）
- L′EST ROSE 　Disney collection debut（2013年8月-）

### 舞台
- 夢の中〜そばに君がいたから〜（2006年3月） - セリカ 役
- 作者をせかす六人の主人公たち（2009年2月、東京芸術劇場中ホール） - イヴ 役
- ムーラン・ドゥ・ラ・ギャレット（2009年9月） - マリー・ランデール 役

### ミュージックビデオ
- MAY 「木枯らしの純情」PV - 広末涼子、戸田恵梨香と共演。

## 書籍

### 雑誌
- 美的（小学館） - 現専属モデル。
- AneCan（小学館） - 現専属モデル。
- CLASSY.（光文社） - 専属モデル。
- CLASSY Wedding（光文社）
- with（講談社）
- JJ（光文社） - 専属モデル。
- Honda Magazine（ホンダ情報誌） - レギュラー。
- B.L.T.（東京ニュース通信社）
- TVガイド（東京ニュース通信社）
- スカイパーフェクトTVガイド（東京ニュース通信社）
- 週刊プレイボーイ（集英社）
- 週刊アスキー（アスキー・メディアワークス）

## その他
- NHK文化センター - 美容研究家として講師を担当。